# Madamba
Madamba è una municipalità di quinta classe delle Filippine, situata nella Provincia di Lanao del Sur, nella Regione Autonoma nel Mindanao Musulmano.
Madamba è formata da 24 baranggay:
- Balagunun
- Balintad
- Bawang
- Biabe
- Bubong Uyaan
- Cabasaran
- Dibarusan
- Ilian
- Lakitan
- Liangan
- Linuk
- Lumbaca Ingud

- Madamba
- Pagayonan
- Palao
- Pangadapan
- Pantaon
- Pantar
- Punud
- Tambo
- Tubaran
- Tuca
- Tulay
- Uyaan Proper (Pob.)